# Nationaal park Sila
Nationaal park Sila (Italiaans: Parco nazionale della Sila) is een nationaal park in Italië, in de regio Calabrië in het zuiden van de Apennijnen.
Het park werd opgericht in 1997 en is 284,54 vierkante kilometer groot. Het park is ontstaan uit het noordelijke deel van het voormalige Nationaal park Calabrië (Italiaans: Parco nazionale della Calabria) dat bestond sinds 1968. Het landschap bestaat voornamelijk uit bergen, heuvels en bos (beuk, gewone zilverspar en zwarte den, Corsicaanse den in het Fallistro-reservaat). De hoogste toppen zijn Monte Botte Donato (1928 m) in deelgebied Sila Grande en Monte Gariglione (1764 m) in deelgebied Sila Piccola. In het park leven diersoorten als wolf, vos, wilde kat,  das, relmuis, marter, wezel, ree, edelhert, everzwijn, haas. Vogelsoorten als  sperwer, buizerd, havik, rode wouw komen ook voor in het park. Onder de reptielen en amfibieën zijn Vipera, geelgroene toornslang, vierstreepslang, brilsalamander, vuursalamander en boomkikker te vinden in het nationaal park.  Er bloeien meer dan 900 planten, waaronder Calabrische kwastjesbloem en kaasjeskruid.

## Afbeeldingen

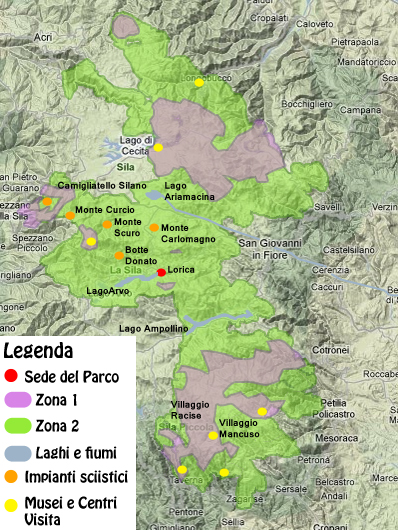
kaart van het nationaal park.
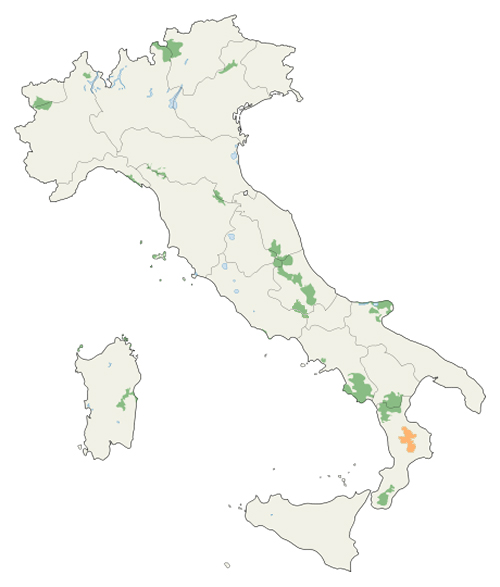
ligging van het nationaal park (oranje) in Italië
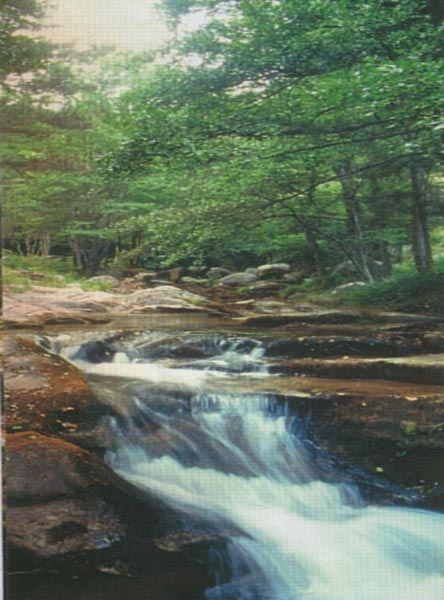
Crati-rivier, nationaal park Sila
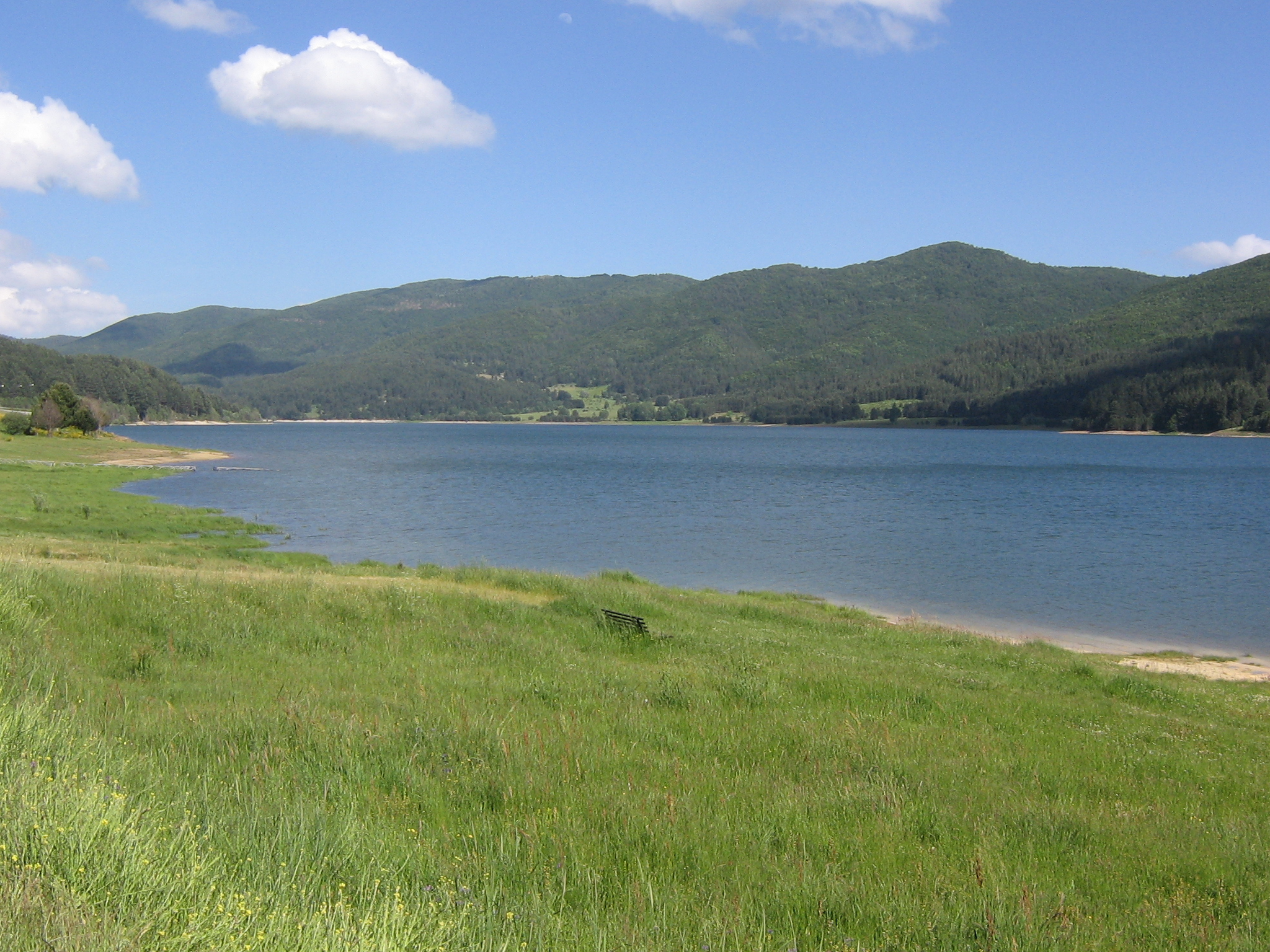
Arvo-meer, nationaal park Sila
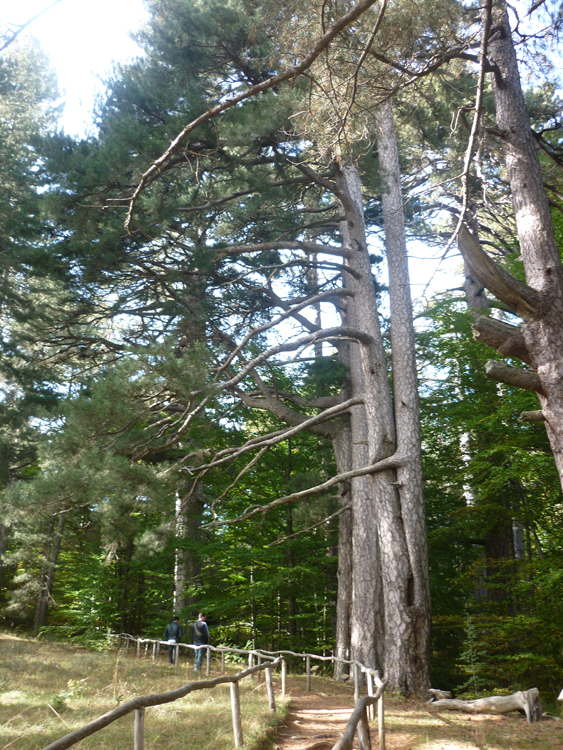
Corsicaanse den, Fallistro-reservaat, nationaal park Sila
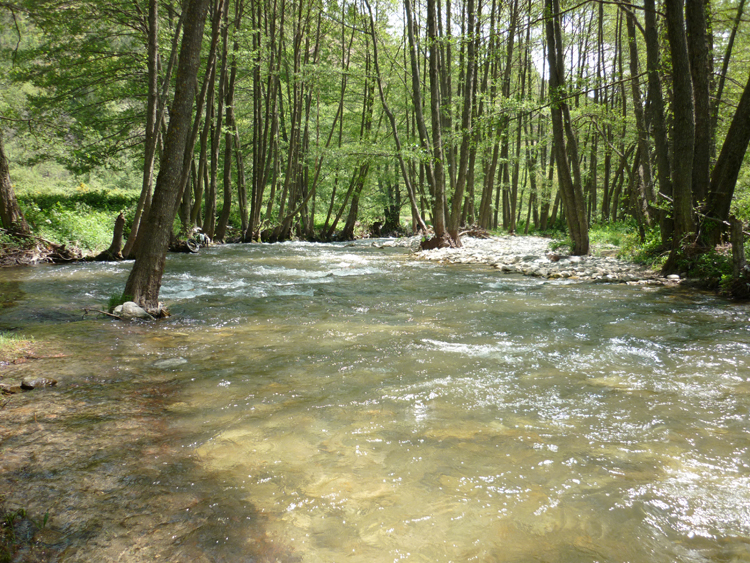
Neto-rivier, nationaal park Sila
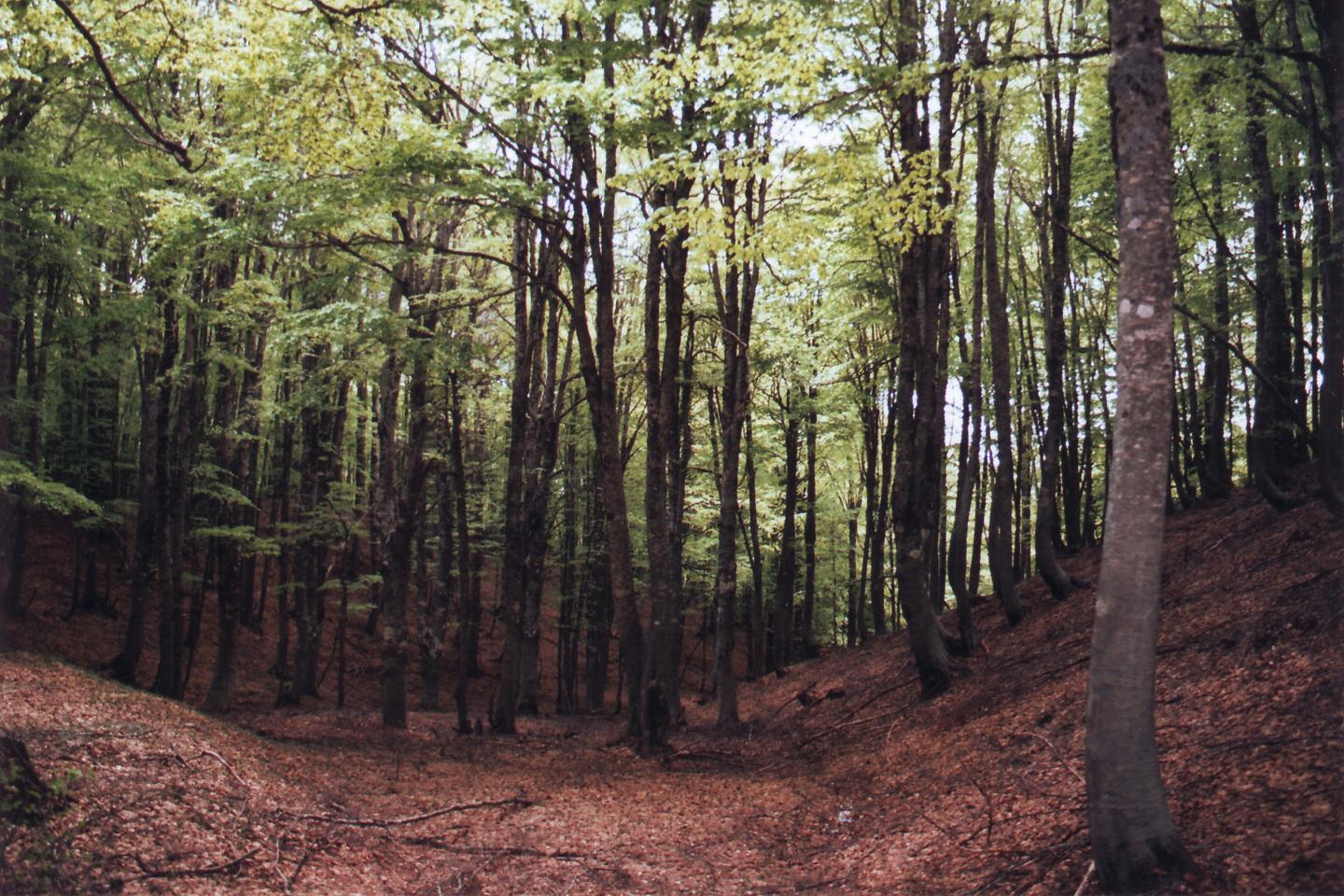
beukenbos, Sila Grande, nationaal park Sila
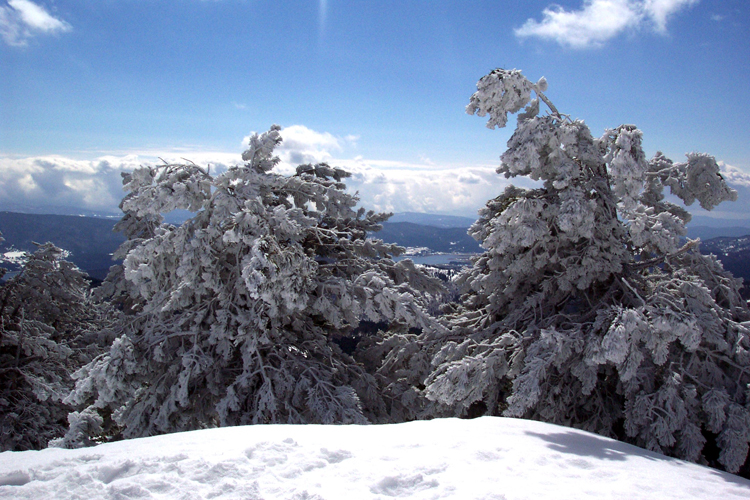
Monte Botte Donato, nationaal park Sila
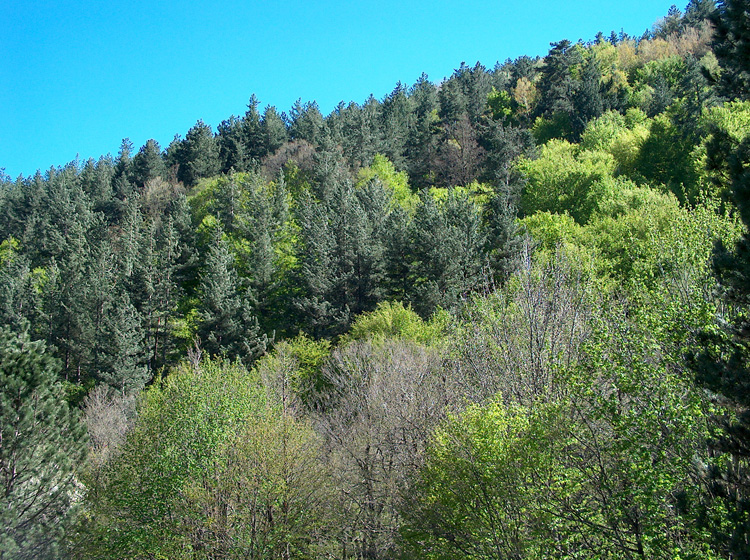
bos, nationaal park Sila
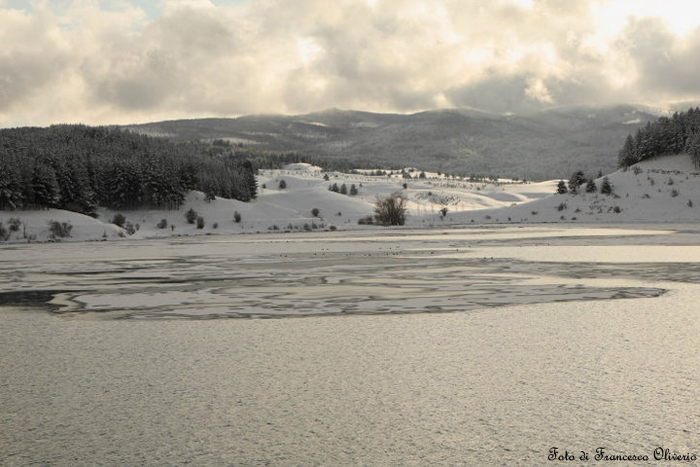
Arvo-meer, nationaal park Sila
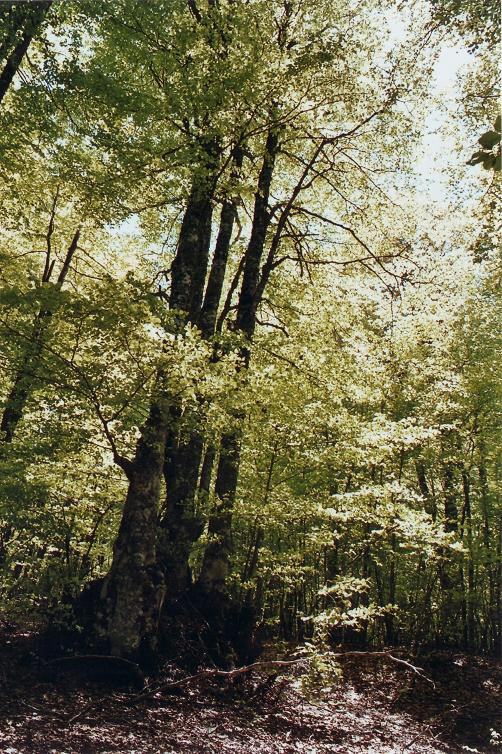
beukenbos, Monte Gariglione, Sila Piccola, nationaal park Sila
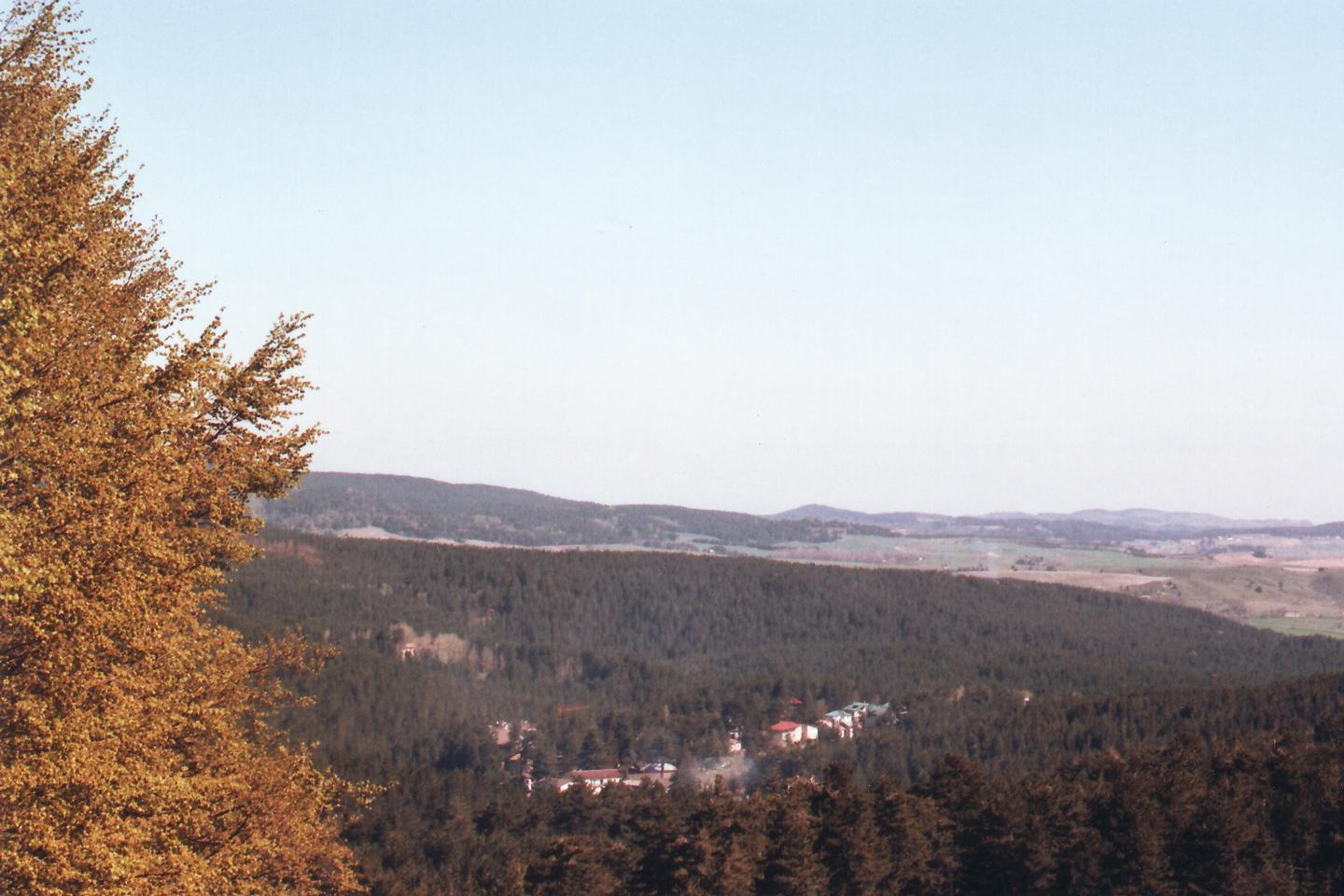
Sila Grande, nationaal park Sila
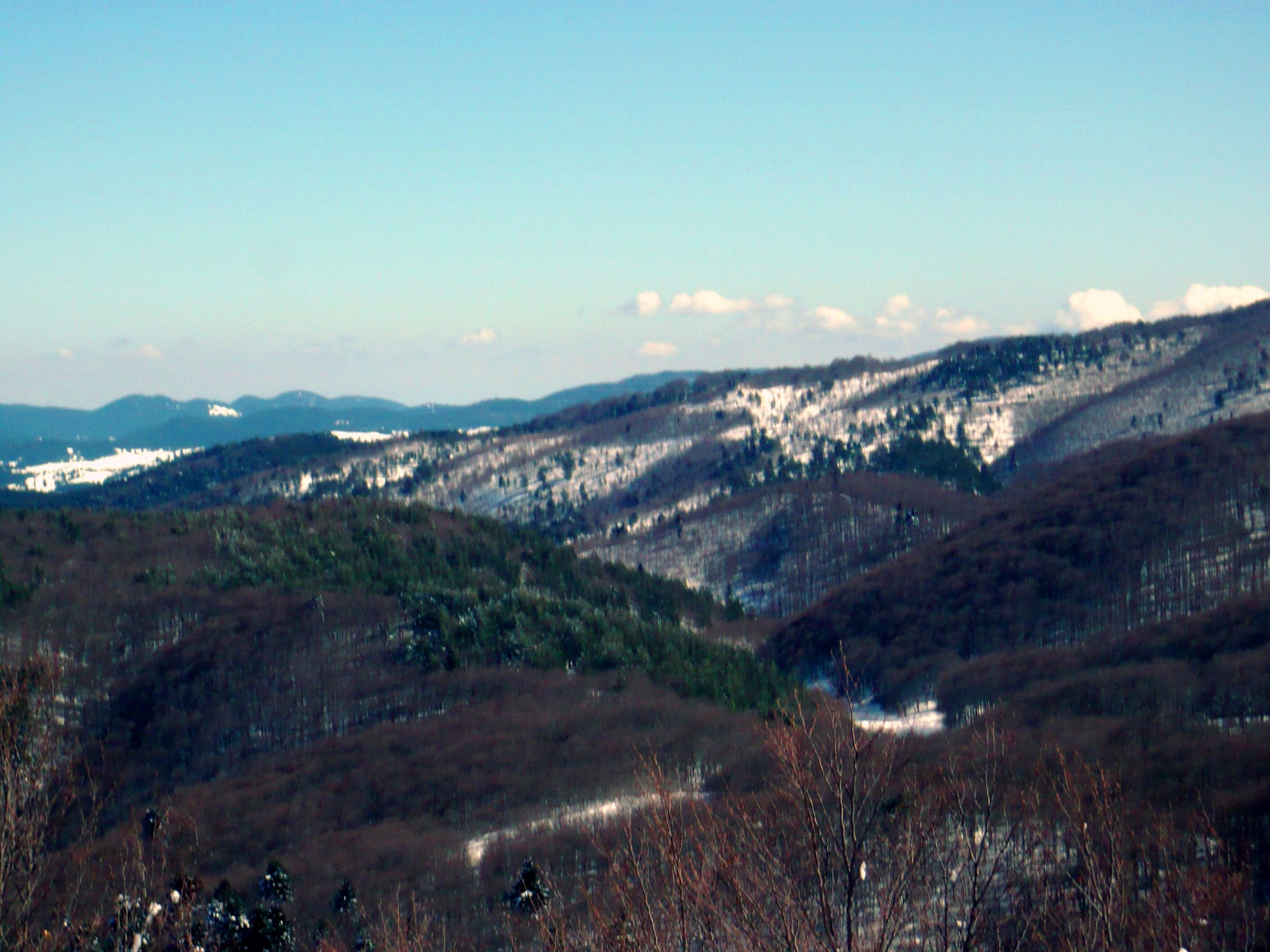
Sila Grande, nationaal park Sila
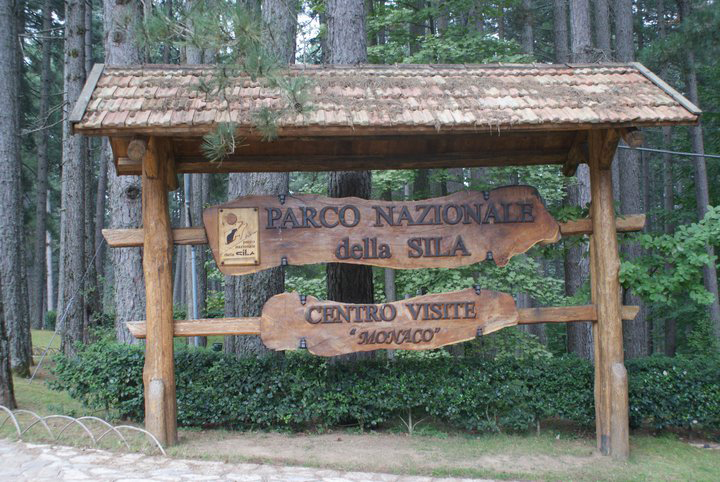
bezoekerscentrum nationaal park Sila